# 吉井インターチェンジ (岡山県)
吉井インターチェンジ（よしいインターチェンジ）は、岡山県赤磐市にある美作岡山道路のインターチェンジである。

## 道路
- 美作岡山道路 (岡山県道27号岡山吉井線)

## 歴史
- 2019年（平成31年）3月24日 : 吉井IC - 佐伯IC間開通に伴い、供用開始[1]。

## 接続道路
- 国道484号
- 国道374号 (国道484号経由)

## 隣
美作岡山道路
柵原IC（予定） - 吉井IC - 佐伯IC